# Daniel McDonald (Schauspieler)
Daniel McDonald (geboren am 30. Juli 1960 in Scranton; gestorben am 15. Februar 2007 in New York City) war ein US-amerikanischer Schauspieler.

## Leben
Daniel McDonald wuchs als jüngstes von sieben Kindern in Romulus auf. Seinen Abschluss in darstellenden Künsten an einem College erreichte er in Ithaca. Er studierte auch in London an der Royal Academy of Dramatic Art und, bei Sanford Meisner, auf der Insel Bequia. Er blieb dauerhaft Mitglied im The Actors Studio.
Sein Debüt auf dem Broadway als Darsteller in einem Musical gab McDonald 1997 in Steel Pier. Seine Rolle als Pilot in dem Stück von John Kander und Fred Ebb brachte ihm Nominierungen für den Tony Award und den Drama Desk Award ein, zudem wurde er mit dem Theatre World Award ausgezeichnet. Im folgenden Jahr war McDonald in dem Stück High Society, das auf Philip Barrys Komödie The Philadelphia Story basierte, zu sehen. Nach weiteren Auftritten galt er ab Ende der 1990er Jahre als einer der führenden Musical-Darsteller am Broadway. Abweichend hiervon war McDonald 2001 als Valmont in Heiner Müllers Zweipersonenstück Quartett zu sehen. Weitere Auftritte waren der des Michael Wiley in Susan Stromans Contact, den er 2002 in einer landesweiten Tour darstellte. 2004 spielte McDonald auf dem Broadway den Sam Carmichael im Musical Mamma Mia!.
Seinen ersten Auftritt im Filmgeschäft hatte McDonald 1984 in Beach Parties – Sonne, Sex und Sunnyboys, weitere folgten 1985 in Der Falke und der Schneemann, 1993 in Blood in, Blood out – Verschworen auf Leben und Tod, 1997 in Der Eissturm und 1998 in Jung, weiblich, gnadenlos. McDonald war mehrfach in Fernsehserien zu sehen, darunter CSI: Miami, Columbo, Sex and the City, Law & Order und Mord ist ihr Hobby.
Im Alter von 46 Jahren starb McDonald 2007 aufgrund eines Hirntumors. Er hinterließ seine italienische Frau, die er während der Arbeiten zu Steel Pier kennen gelernt hatte, zwei Kinder sowie fünf Geschwister, darunter seinen älteren Bruder Christopher McDonald.

## Nachrufe
- Daniel McDonald, 46, Broadway Actor, Dies. New York Times, 26. Februar 2007 (englisch)
- Daniel McDonald, Broadway Musical Actor, Is Dead at 46. Playbill, 16. Februar 2007 (englisch)